# Gametócito
Um gametócito é uma célula germinativa eucariótica. Durante a fase de gametogénese, essa célula pode dividir-se por mitose em outros gametócitos ou por meiose em gametídios. Os gametócitos masculinos são chamados espermatócitos e os gametócitos femininos são chamados ovócitos.